# Riachão das Neves
Riachão das Neves là một đô thị thuộc bang Bahia, Brasil. Đô thị này có diện tích 5840,191 km², dân số năm 2007 là 23109 người, mật độ 4 người/km².